# برايان كلوز (لاعب كرة قدم)
برايان كلوز (بالإنجليزية: Brian Close) هو لاعب كريكت ولاعب كرة قدم بريطاني، ولد في 24 فبراير 1931 في Rawdon, West Yorkshire ‏ في المملكة المتحدة، وتوفي في 13 سبتمبر 2015. شارك مع منتخب إنجلترا تحت 18 سنة لكرة القدم ومنتخب إنجلترا للكريكت. أما مع النوادي، فقد لعب مع برادفورد سيتي وليدز يونايتد ونادي أرسنال.

## وصلات خارجية
- برايان كلوز على موقع إي آس بي آن كريك إنفو (الإنجليزية)